# Jonas Daniël Meijer

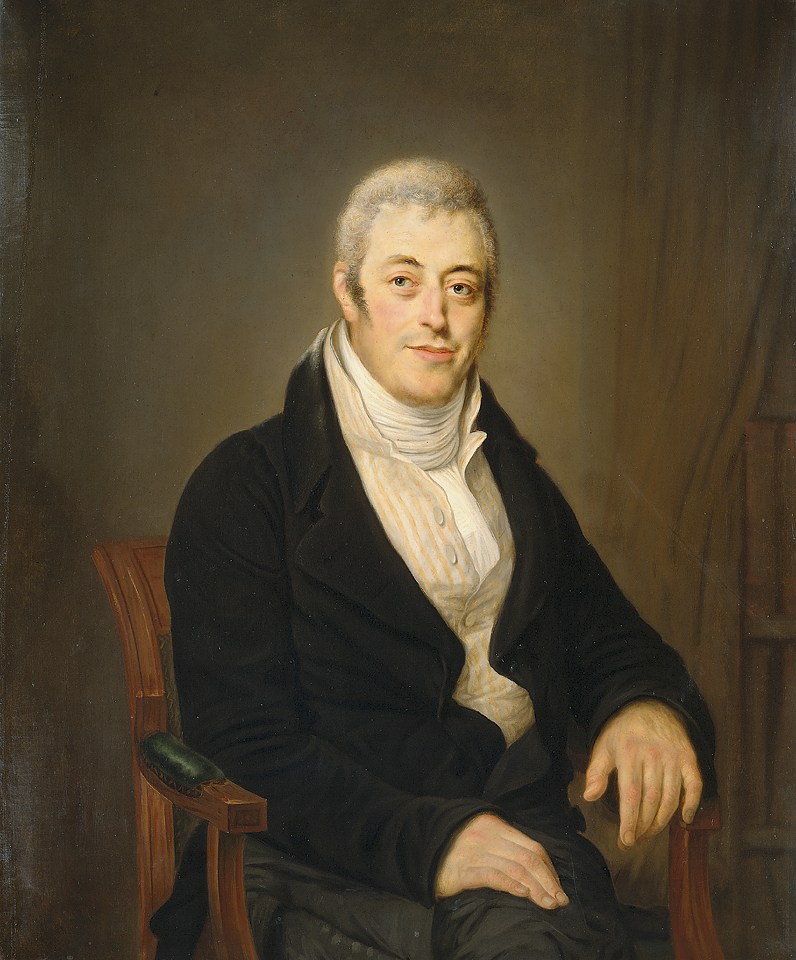
J.D. Meijer in 1830 door Louis Moritz, Rijksmuseum

Jonas Daniël Meijer (Arnhem, 15 september 1780 – Amsterdam, 6 december 1834) was de eerste Joodse advocaat in Nederland. Het Jonas Daniël Meijerplein in Amsterdam en de Jonas Daniël Meijerplaats in Arnhem zijn naar hem vernoemd.

## Biografie
Meijer was de oudste zoon van David Abraham Meijer en Marianne Cohen, een dochter van de Amersfoortse tabakshandelaar, geleerde en rabbijn Benjamin Cohen, die in april 1787 stadhouder Willem V onderdak verleende. Zijn moeder verhuisde na de dood van haar man in 1790 met de kinderen naar Amsterdam, waar ze haar intrek nam bij haar vader op de Nieuwe Herengracht 103 in de Amsterdamse jodenbuurt. Meijer studeerde van 1793 tot 1796 rechten aan het Atheneum Illustre, en promoveerde op 15-jarige leeftijd aan de Universiteit Leiden. Ten tijde van de Bataafse Republiek, op 17 januari 1797, werd hij op 16-jarige leeftijd advocaat te Amsterdam. Noch het rijke Amsterdamse koopmansgilde noch andere klanten van christelijken huize klopten bij hem aan. Hij bestudeerde de geschiedenis van het recht van andere landen. Dit resulteerde in publicaties die hem internationale roem en lidmaatschappen van Europese universiteiten en academies opleverden.
In 1806 werd Meijer directeur van de Bataafse Courant, een voorloper van de staatscourant, en in 1810 vredestichter tussen de beide joodse gemeenten, de Hoogduitse en de Portugese. Het spreken van Jiddisch moest ontmoedigd worden, er kwam een leerplicht en een Nederlandse Bijbelvertaling die ook aanvaardbaar zou moeten zijn voor Joden. In april 1809 kwam koning Lodewijk Napoleon met het voorstel een Joods legerkorps op te richten, zodat Joodse burgers de gelegenheid kregen hun land te dienen. De aanmelding en het enthousiasme vielen tegen. Op 11 april 1811 kwam het tot rellen in de Jodenbreestraat toen een honderdtal dienstplichtigen of conscripts, onder wie ook Joden, van de kazerne in de Plantage naar de Haarlemmerpoort marcheerde. De hele middag was het onrustig in de Joodse buurt: er vielen 1 dode en 7 gewonden. Slechts een twintigtal dienstplichtigen bereikte de trekschuit naar Haarlem. De rest was weggelopen en ondergedoken. Meijer en Carel Asser stelden een onderzoeksrapport op voor de prins-stadhouder Charles François Lebrun. Ze gaven als verklaring dat 20.000 Joden (60 à 70%) in armoede leefden.

In 1813 werd Meijer secretaris van de commissie tot samenstelling van de grondwet.